# 긱

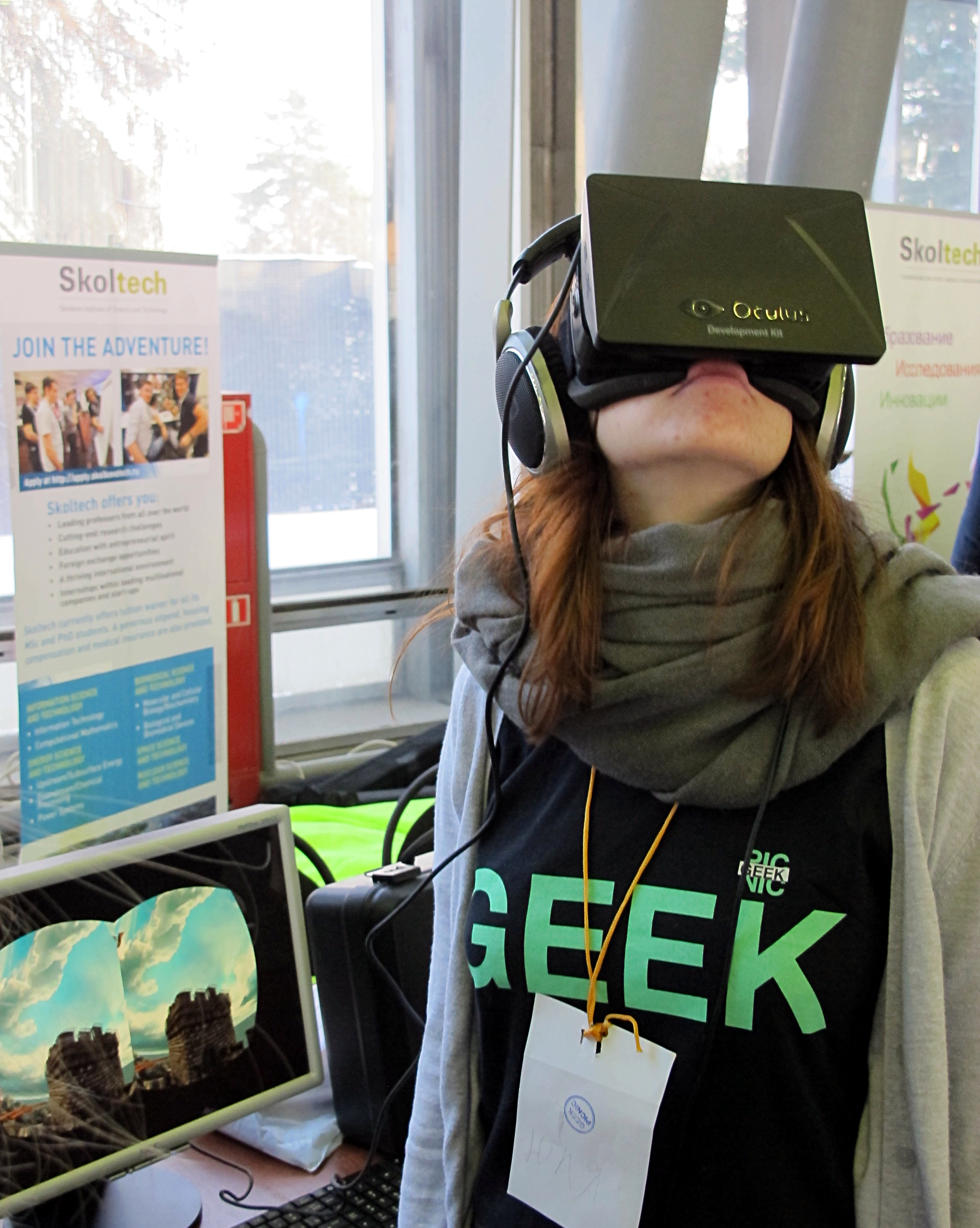

긱(geek)은 영어 속어로, '전자 공학이나 지성(intellectuality) 등의 한 분야 혹은 여러 분야를 탁월하게 이해하고 있는 특이한 사람'을 가리키는 말이다. 옛날에는 카니발에서 닭이나 박쥐, 뱀, 벌레 등을 산채로 물어 뜯는 공연자를 가리켰다. 어메리칸 헤리티지 사전의 1976년 판에는 'geek shows'가 등록되어 있다.
이 단어는 영국 방언인 geck에서 유래하였는데, 이는 저지 독일어와 중세 저지 독일어에서 '바보(fool)' 혹은 '미친 사람(freak)'이라는 뜻이다. 독일어에는 geck에서 비롯되어 '미친(crazy)'이란 뜻을 가진 단어 gek이 여전히 남아있다.

## 의미
'긱'의 정의는 시간에 따라 변했으며, 더 이상 원래 뜻을 내포하지 않는다. 긱과 비슷한 단어로는 너드(nerd), 김프(gimp), 드윕(dweeb), 도크(dork), spod(스포드)가 있지만, 이 단어들은 긱과 다른 의미로도 사용된다. 2007년 Richard Clarke는 Colbert Report와의 인터뷰에서 긱과 너드를 구분하면서 '긱은 실행한다'라고 말했다. Julie Smith는 긱을 "a bright young man turned inward, poorly socialized, who felt so little kinship with his own planet that he routinely traveled to the ones invented by his favorite authors, who thought of that secret, dreamy place his computer took him to as cyberspace—somewhere exciting, a place more real than his own life, a land he could conquer, not a drab teenager's room in his parents' house."라고 정의했다. '양복 입은 긱(Geeks in suits clothing)'이란 숙어는 '비즈니스를 이해하는 IT 분야의 유명 인사'를 일컫는 말로 사용된다.

## 같이 보기
- 아키바계
- 퍼리 팬덤
- 게이머
- 사이버 문화
- Jock
- 너드
- 프레피 룩
- 트레키
- 비디오 게임 문화